# Ahrenviölfelder Westermoor
Das Ahrenviölfelder Westermoor ist ein Naturschutzgebiet in der schleswig-holsteinischen Gemeinde Ahrenviölfeld im Kreis Nordfriesland.
Das etwa 67,8 Hektar große Naturschutzgebiet ist unter der Nummer 64 in das Verzeichnis der Naturschutzgebiete des Ministeriums für Landwirtschaft, Umwelt und ländliche Räume eingetragen. Es wurde 1989 ausgewiesen (Datum der Verordnung: 21. September 1989) und ersetzt das Anfang 1966 ausgewiesene, gleichnamige Naturschutzgebiet. Das Naturschutzgebiet ist nahezu deckungsgleich mit dem gleichnamigen, 69 Hektar großen FFH-Gebiet. Zuständige untere Naturschutzbehörde ist der Kreis Nordfriesland.
Das Naturschutzgebiet liegt nordöstlich von Husum und nordwestlich von Schleswig in der Arlauniederung. Es stellt einen bis in die 1960er-Jahre genutzten Hochmoorkomplex unter Schutz. Dieser ist durch Entwässerung und Torfabbau zwar stark veränderten, durch Wiedervernässungsmaßnahmen kann sich das Moor aber regenerieren. Das Moor weist weite, offene Bereiche auf. Hier sind u. a. Torfmoose, Wollgras, Rosmarinheide und Gagelstrauch zu finden. Auch der Königsfarn kommt wieder vor. Die ehemaligen Torfstiche sind mit Wasser gefüllt. Die Randbereiche des Naturschutzgebietes sind vielfach mit Gebüschen und Bäumen bestanden. Das Moor entwässert über Grunsholmer Bek und Gräben zur Arlau. Durch das Moor verläuft ein Wanderweg, der zum Teil als Lehrpfad ausgelegt ist.
Das Naturschutzgebiet, das von landwirtschaftlichen Nutzflächen umgeben ist, wird vom Verein für Naturschutz und Landschaftspflege Mittleres Nordfriesland betreut.